# Autógyártás

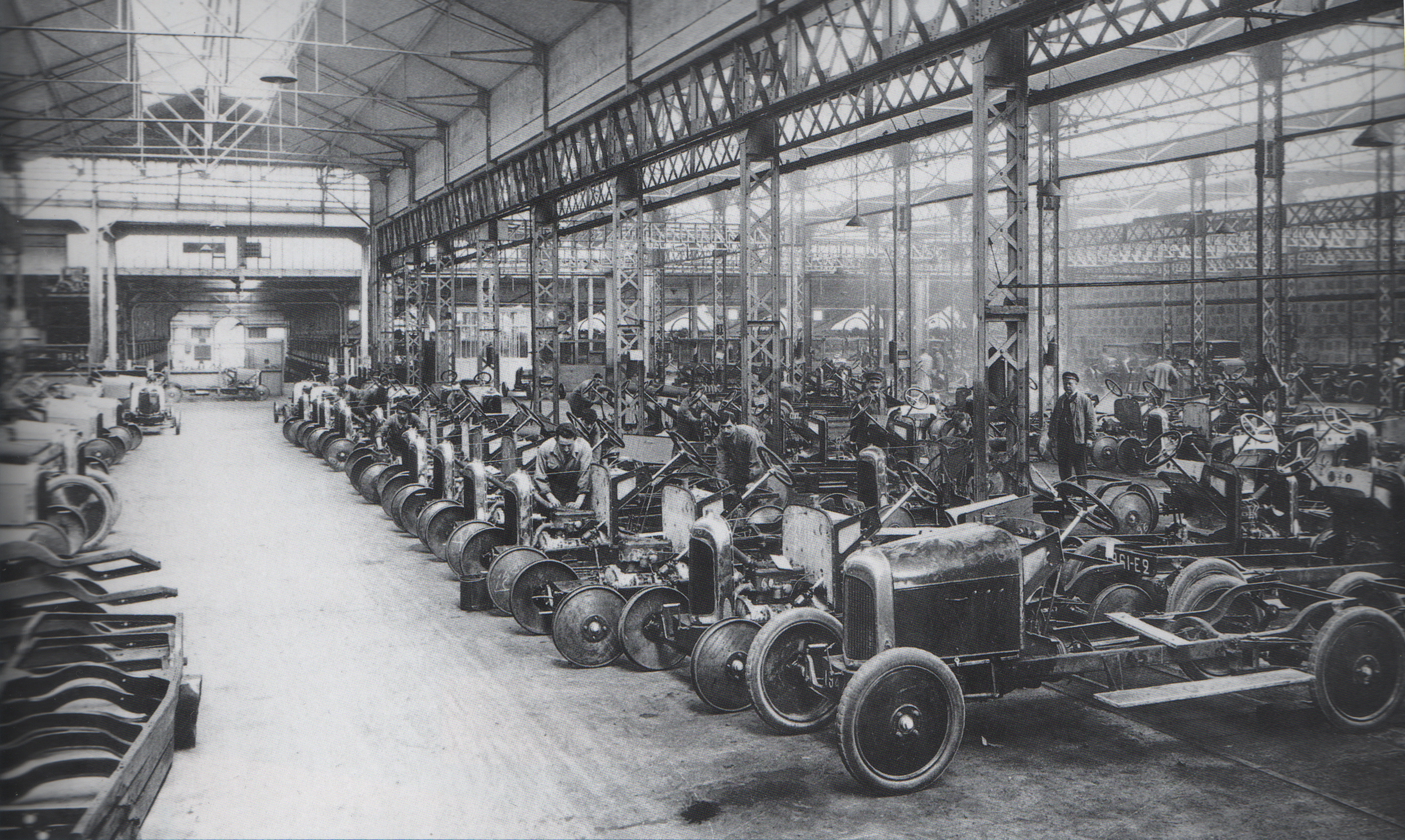
Autógyártás 1918-ban

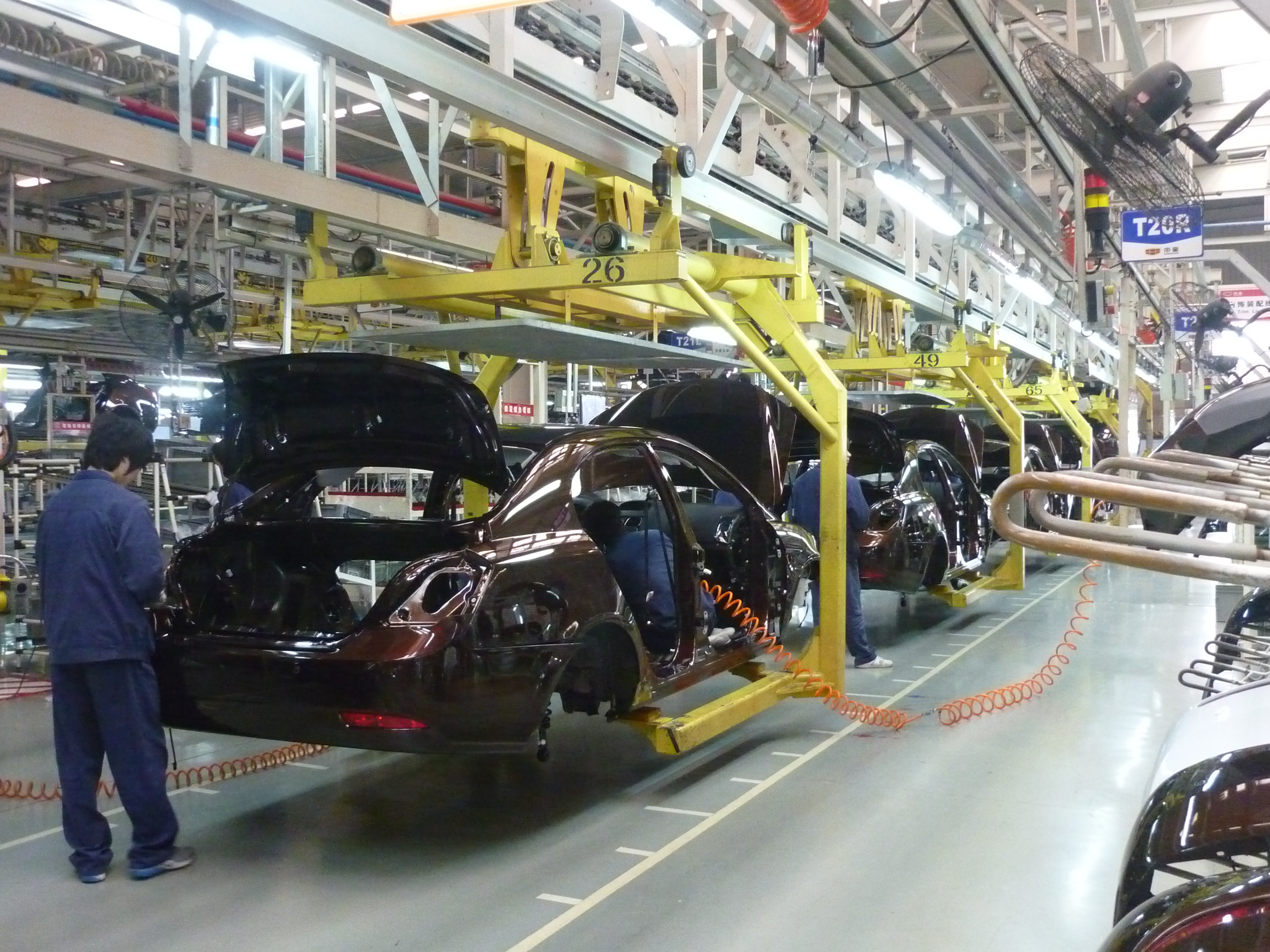
Modern autógyár

Az országok részesedése a termelésből

A gyártott autók száma évenként

Az autógyártás egy bonyolult és összetett iparág, mely több száz beszállító és szinte valamennyi egyéb iparág (kohászat, gépgyártás, elektronika, elektrotechnika, műszeripar, üvegipar, vegyipar...) közreműködésével személy- és tehergépkocsikat gyárt. Az autógyártás kezdete 1885-re tehető, amikor Karl Benz elkészítette első autóját. Fontos mérföldkő volt az iparágban Henry Ford Ford T-modell autója is, mely a világon az első tömegtermeléssel előállított modellje lett.
Az autógyártásban egyesül az adott korban elérhető szinte összes csúcstechnológia. Az iparág, bár évről évre egyre több ipari robotot alkalmaz, még mindig jelentős munkaadó. A termelés és az eladás mennyisége jól mutatja a mindenkori gazdasági fellendülést vagy épp a recessziót.
Napjainkban évente közel 100 millió autót gyártanak a világon, minden másodpercben egy újabb autó hagyja el valamelyik gyárat valahol a világon.

## Gazdasági jelentősége
A 20. század közepétől az autó vált az elsődleges szárazföldi közlekedési eszközzé a nyugati világban. A 20. század végétől ehhez kezdett felzárkózni Ázsia is. 2007-ben a világon már megközelítőleg 806 millió személygépkocsi és kisteherautó közlekedett a világon, évente 980 milliárd liter (980 000 000 m³) üzemanyagot elhasználva. Számuk azóta is folyamatosan növekszik, így az iparág jövője még hosszú ideig biztosítva van.

## Autógyártás évenként
A következő táblázat a világon évente gyártott autók darabszámát mutatja be.
| Év      | Darabszám  | Változás | Forrás |
| ------- | ---------- | -------- | ------ |
| 1997    | 54 434 000 |          | [ 2 ]  |
| 1998    | 52 987 000 | -2,7%    | [ 2 ]  |
| 1999    | 56 258 892 | 6,2%     | [ 3 ]  |
| 2000    | 58 374 162 | 3,8%     | [ 4 ]  |
| 2001    | 56 304 925 | -3,5%    | [ 5 ]  |
| 2002    | 58 994 318 | 4,8%     | [ 6 ]  |
| 2003    | 60 663 225 | 2,8%     | [ 7 ]  |
| 2004    | 64 496 220 | 6,3%     | [ 8 ]  |
| 2005    | 66 482 439 | 3,1%     | [ 9 ]  |
| 2006    | 69 222 975 | 4,1%     | [ 10 ] |
| 2007    | 73 266 061 | 5,8%     | [ 11 ] |
| 2008    | 70 520 493 | -3,7%    | [ 12 ] |
| 2009    | 61 791 868 | -12,4%   | [ 13 ] |
| 2010    | 77 857 705 | 26,0%    | [ 14 ] |
| 2011    | 79 989 155 | 3,1%     | [ 15 ] |
| 2012    | 84 141 209 | 5,3%     | [ 16 ] |
| 2013    | 87 300 115 | 3,7%     | [ 17 ] |
| 2014    | 89 747 430 | 2,6%     | [ 18 ] |
| 2015    | 90 086 346 | 0,4%     | [ 19 ] |
| 2016    | 94 976 569 | 4.5%     | [ 20 ] |
| 2017    | 97 302 534 | 2,36%    | [ 21 ] |
| 2018    | 95 634 593 | 1,71%    | [ 22 ] |
| 2019    | 91 786 861 | 5,2%     | [ 23 ] |
| 2020    | 77 621 582 | 16%      | [ 24 ] |
| 2021    | 80 145 988 | 3,25%    | [ 25 ] |
| 2022    | 85 016 728 | 6,08%    | [ 26 ] |
| Forrás: |            |          |        |

## Autógyártás gyártónként
Az alábbi táblázat 2015-ös év 15 legnagyobb autógyártóját mutatja be.
| Hely | Csoport                   | Ország | Járművek száma |
| ---- | ------------------------- | ------ | -------------- |
| 1    | Toyota                    | JPN    | 10 083 831     |
| 2    | Volkswagen                | GER    | 9 872 424      |
| 3    | Hyundai                   | KOR    | 7 988 479      |
| 4    | General Motors            | USA    | 7 485 587      |
| 5    | Ford                      | USA    | 6 396 369      |
| 6    | Nissan                    | JPN    | 5 170 074      |
| 7    | Fiat Chrysler Automobiles | ITA    | 4 865 233      |
| 8    | Honda                     | JPN    | 4 543 838      |
| 9    | Suzuki                    | JPN    | 3 034 081      |
| 10   | Renault                   | FRA    | 3 032 652      |
| 11   | PSA                       | FRA    | 2 982 035      |
| 12   | BMW                       | GER    | 2 279 503      |
| 13   | SAIC                      | CHN    | 2 260 579      |
| 14   | Daimler                   | GER    | 2 134 645      |
| 15   | Mazda                     | JPN    | 1 540 576      |

## Ismertebb márkák
| - Alfa Romeo (Olaszország) - Audi (Németország) - Autobianchi (Olaszország) - BMW (Németország) - Brilliance (Kína) - Chery (Kína) - Chrysler (USA) - Citroën (Franciaország) - Dacia (Románia) - Daewoo (Dél-Korea) - FAW (Kína) - Ferrari (Olaszország) - Fiat (Olaszország) - Ford (USA) - General Motors (USA) - GAZ (Oroszország) - Honda (Japán) - Hyundai (Dél-Korea) - Kia (Dél-Korea) - Lada (Oroszország) - Lamborghini (Olaszország) | - Lancia (Olaszország) - Maruti (India) - Maserati (Olaszország) - Mazda (Japán) - Mercedes (Németország) - Mitsubishi (Japán) - Nissan (Japán) - Opel (Németország) - Porsche (Németország) - Peugeot (Franciaország) - Renault (Franciaország) - SAAB (Svédország) - SEAT (Spanyolország) - SAIC (Kína) - Škoda Auto (csehország) - Subaru (Fuji Heavy Industries) (Japán) - Suzuki (Japán) - Tata (India) - Toyota (Japán) - Volkswagen (Németország) - Volvo (Svédország) |

## Autógyártás Magyarországon
- Mercedes – Kecskemét – Mercedes-Benz Manufacturing Hungary 2012. március óta
- Suzuki – Esztergom – Magyar Suzuki Zrt. 1992 óta
- Opel – Szentgotthárd – 1992. március óta
- Audi – Győr – Audi Hungaria Zrt.
- BMW – Debrecen (Tervezett)[28]

Más autógyárak neve is felmerült az utóbbi években, de 2017-ig még egy gyártó sem jelezte komoly szándékát. A lehetséges új vállalatok között van a Mitsubishi.